# 维维股份
维维食品饮料股份有限公司，简称维维股份（上交所：600300），是中华人民共和国的一家食品饮料企业，总部位于江苏省徐州市。公司前身为1989年成立的铜山县大庙镇国营碾米厂，1992年成立维维集团，1994年成立维维股份。维维股份自创立以来由维维集团控股；2021年7月起，公司改由徐州市新盛投资控股集团有限公司控股，最终控股方为徐州市人民政府国有资产监督管理委员会。该公司是中国最大的豆奶食品生产商。

## 历史

### 创立
维维创始人为崔桂亮，1981年时在铜山碾米厂从事技术员职务。1989年，维维集团前身“铜山县大庙镇国营碾米厂”开始建设第一条豆奶粉生产线，当时仅有几十个员工、资产不过百万。该厂后更名为“徐州豆奶粉厂”。1990年代初，电视剧《渴望》在徐州播出，崔桂亮买断了特约播映权。一个月后，通过《渴望》的特约赞助，维维豆奶也在徐州当地出名。
1992年，徐州豆奶粉厂和德国康泰国际贸易有限公司合资兴建江苏维维康泰尔食品有限公司，同年江苏维维豆奶集团成立。1993年，维维集团被中国国家统计局誉为“中国豆奶大王”。1994年，维维集团通过股份制改革，成为江苏维维集团股份有限公司。同年与香港永威发企业有限公司共同设立维维股份，并在中国中央电视台买下黄金时间广告，成为央视第一个亿元标王；广告语“维维豆奶，欢乐开怀”迅速在中国大陆广泛传播。1998年被评为“国家大型一级企业”。维维豆奶在1996至2005年在中国大陆市场同类产品销量第一，1997年销售额更是飙升到13亿元，市场占有率一度达70%，此后连续十多年位居中国豆奶品牌第一位。

### 多元化
2000年，维维股份在上海证券交易所上市，此后开始谋求多元化发展。崔桂亮最初以乳业为发展目标，公司也为此收购、自建了多家乳业公司。2007年时，乳业利润占比达40%，但其后因三聚氰胺事件停止扩张。而维维股份还进军房地产、白酒、茶叶、煤炭、矿业、医药、金融等多领域。2006年11月，维维股份以8000万元收购双沟酒业38.27%股权，从而涉足酒业；经过此后的两次增资，维维股份持有双沟酒业40.59%的股权。2009年，维维股份将双沟酒业的股权转让给宿迁市国锋资产经营有限公司，取得了2.1亿元的净收益；同年以3.48亿元收购湖北枝江酒业51%的股权，后又增资至持股71%。2012年，维维股份出资3.57亿元收购贵州醇酒业51%的股权，2016年股权比例再升至55%。2012年年报中，酒类成了维维股份营收的第一大来源，但维维股份的白酒副业发展并未财报数据显示，2012年起，维维股份白酒板块的营收持续下滑，2012年至2017年，白酒板块的营收由18.6亿元逐渐下滑至6.57亿元。
2007年9月，维维股份联合中粮集团，进军房地产行业，计划与中粮地产共同出资成立中粮维维联合置业有限公司，其中维维股份方面出资4000万元，中粮地产出资6000万元。新成立的合资公司主要参与徐州市新城区的开发建设。但不到一年后，维维股份宣布注销中粮维维联合置业有限公司，并收回资金。
2009年4月，维维股份通过子公司西安维维资源，以1.96亿元收购乌海正兴煤化51%股权；次年，西安维维资源收购该公司剩余49%的股权。2011年8月，维维股份又通过正兴煤化以3.9亿元收购乌海市中荣实业持有的西部煤化100%股权。但西部煤化净利润亏损477.83万元，是一家亏损企业，因此收购案引发投资界疑惑。维维股份还曾与中信集团合资成立矿业公司。2013年12月，维维股份以7650万元收购湖南省怡清源茶业有限公司51%的股权，进军茶叶市场。然而公司的多元化业务成果寥寥。

### 回归主业
2013年3月，维维股份以7.2亿元转让西安维维资源有限公司持有内蒙古维维能源有限公司100%股权。公告强调，此举有利于公司集中精力做大做强主业，实现大食品战略。2016年，维维股份又提出“大农业、大粮食、大食品”战略。
2017年年报中，维维股份亦表示，报告期内公司“聚焦主业发展，加大植物蛋白饮料的推广和营销”。2018年12月11日，维维股份以2.75亿元将贵州醇酒业有限公司55%的股权转让给维维集团。尽管如此，维维股份仍持续亏损。2019年，维维股份营收为50.39亿元，同比增长0.12%，净利润为7292.6万元，同比增长22%。公司扣非净利润亏损1877.99万元，已连续第三年为负值。
2019年8月2日，维维股份收到控股股东维维集团通知，维维集团与徐州市新盛投资控股集团有限公司签署《股份转让协议》，拟向新盛集团转让其所持有的公司28,424万股股份，占公司总股本的17%。交易完成后，新盛集团占公司总股本17%，成为公司第一大股东，维维集团成为公司第二大股东，公司由有实际控制人变更为无实际控制人。2021年7月9日，新盛集团通过协议转让取得维维集团持有的维维股份12.9%的的股权。交易完成后，新盛集团将成为控股股东，徐州市国资委成为上市公司实际控制人。
2022年1月，维维创始人崔桂亮因工作原因辞去董事职务，也不再担任公司董事会战略委员会、提名委员会委员等相关职务。

## 业务与产品

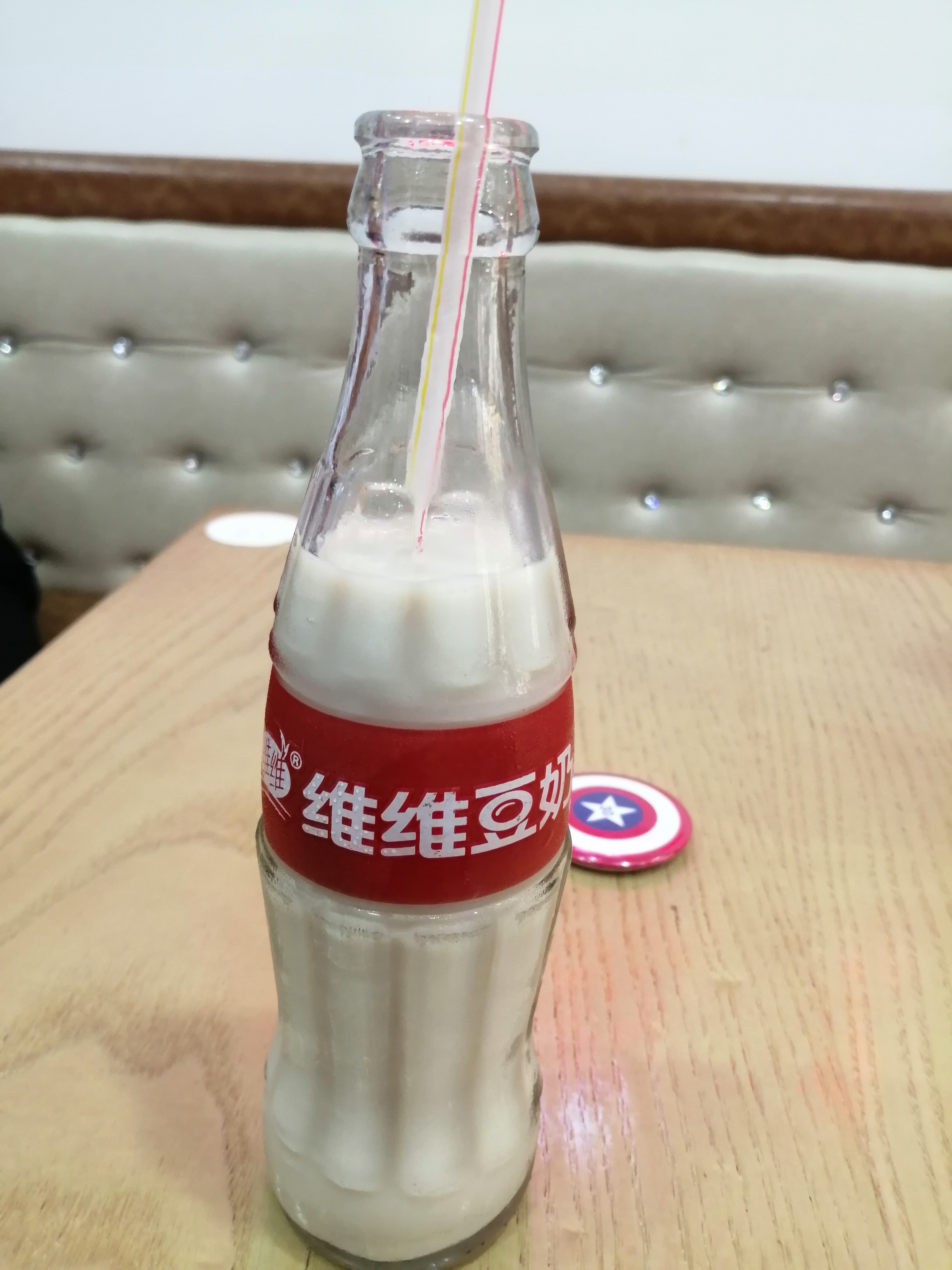
维维玻璃瓶液体豆奶

维维股份以“生态农业、大粮食、大食品”为发展战略，以食品饮料、粮食为主营业务，产品涵盖豆奶粉、植物蛋白饮料（液态豆奶）、乳品、茶叶等，核心产品为“维维”豆奶粉、“维维”液态豆奶、“维维六朝松”面粉、“天山雪”乳品、“怡清源”茶叶等。维维豆奶长期以来位居中国大陆同类产品市场占有率第一名。2015年8月，维维推出玻璃瓶液体豆奶，主要在餐饮渠道供应；另外还推出了维维豆浆粉。此外，维维于2006年与日本大冢制药合作推出大豆营养棒“维维嚼益嚼”（SOYJOY）。
该公司通过直接投资、参股经营、签订长期合同等形式建设原料生产基地，包括绥化非转基因大豆基地、佳木斯汤旺河谷优质大米基地、河南正阳优质小粒花生基地、黄淮海优质小麦基地、怡清源有机采茶叶种植基地，在徐州、西安、泸州、绥化、正阳、佳木斯、珠海、无锡、武汉、潍坊、济南、新疆呼图壁等地有30多个豆奶、牛奶、饮料、白酒、粮油和小食品生产基地；年生产能力豆奶粉12万吨、豆浆粉1.2吨、麦片6000吨、小麦处理能力30万吨、汤旺河优质米生产基地10万亩。

## 事件

### 信息披露违规事件
2020年3月16日，维维股份收到上海证券交易所上市公司监管一部下发的《关于对维维食品饮料股份有限公司购买关联方房产相关事项的问询函》，主要内容是3月14日公司公告称，拟以1.8亿元购买原控股股东、现第二大股东维维集团全资子公司部分房产。3月25日，维维股份在回复上交所的问询函中主动承认，公司存在股东违规占用资金的情形。2019年1-9月，维维股份与维维集团发生资金往来29笔，累计金额为9.45亿元，至2019年11月累计收回本金和利息金额为9.65亿元。而公司第二股东维维集团“遇到前所未有的融资难题”，为避免出现系统性风险波及上市公司，出现了应急性地短期违规占用，主要用于偿还银行贷款。然而在违规占用上市公司资金后，维维集团的融资困难并未解决。
2020年5月6日，维维股份收到中国证监会《调查通知书》，称因公司涉嫌信息披露违法违规，根据《中华人民共和国证券法》的有关规定，决定对公司立案调查。7月23日，中国证监会江苏监管局对维维股份作出行政处罚。根据行政处罚决定书，维维股份在2017年半年报、2017年年报、2018年半年报、2018年年报、2019年半年报未按规定披露维维集团占用资金形成的关联交易。依据2005年《证券法》规定，江苏监管局决定对维维股份给予警告，并处以50万元罚款；对维维集团给予警告，并处以60万元罚款；对杨启典、赵惠卿、张明扬、崔超、宋晓梅给予警告，并分别处以30万元罚款；对其他承担责任的12人给予警告，并分别处以5万元罚款。
2021年4月26日，维维股份违反《关于规范上市公司与关联方资金往来及上市公司对外担保若干问题的通知》的相关规定，未按照《公司法》、《公司章程》以及《关联交易管理制度》的相关规定，就关联资金拆借行为履行董事会和股东大会等决策程序，未按要求对关联资金拆借事项及时履行信息披露。公司股票按规定将于4月26日停牌1天，4月27日起实施其他风险警示，股票简称变更为“ST维维”。
2022年4月11日，维维股份发布公告称，截止2021年4月22日，维维集团已清偿资金占用形成的利息，公司违规担保已全部解除。2022年3月25日，公司召开董事会会议，审议通过《关于申请撤销公司股票其他风险警示的议案》，同日向上海证券交易所提交关于撤销公司股票其他风险警示的申请。4月8日，上交所同意撤销风险警示。4月11日公司停牌一天，12日复牌并撤销其他风险警示，股票简称改回“维维股份”。

### 前控股股东未按规定披露减持计划
2021年11月25日，维维集团通过协议转让的方式，向新盛集团转让部分维维股份的股权，股权转让完成后不再具有大股东身份。2022年2月28日，维维集团通过集中竞价交易减持215.54万股，占维维股份总股本的0.13%，但未提前15个交易日披露减持计划，违反《上市公司信息披露管理办法》《上市公司股东、董监高减持股份的若干规定》相关规定。江苏证监局对维维集团采取出具警示函的行政监管措施，并记入证券期货市场诚信档案。